# José Luis Gil
José Luis Gil, né en 1957 à Saragosse, est un acteur de cinéma, télévision, théâtre et doublage.

## Biographie
Son rôle le plus connu est celui de Juan Cuesta dans la série télévisée Aquí no hay quien viva, mais il avait été acteur de doublage depuis les années 1970. Actuellement il est l'un des personnages principaux de la série télévisée espagnole La que se avecina.

## Filmographie
- 1980 : Con el culo al aire
- 1991 : Cómo levantar 1000 kilos
- 1994 : Todo es mentira
- 1996 : Teresa y Vanessa : Paco
- 1998 : Fernández y familia (série télévisée) : Luis
- 1999 : Lisboa
- 2002 : En la ciudad sin límites : Ignacio
- 2005 : El sueño de una noche de San Juan : Filóstrato (voix)
- 2006 : Aquí no hay quien viva (série télévisée) : Juan Cuesta
- 2009 :Fuga de cerebros
- 2007 - présent : La que se avecina (série télévisée):  Enrique Pastor